# Porte de Paris (Nevers)
Pour les articles homonymes, voir Porte de Paris.
La porte de Paris est une porte de ville et une des anciennes portes des remparts de la ville de Nevers, dans le département de la Nièvre en région Bourgogne-Franche-Comté. Constituée d'un arc de triomphe, elle se situe à l'angle de la rue des Ardilliers et la place de la Résistance.

## Histoire
C'est en 1734 que le duc Mazarin-Mancini permet la démolition de plusieurs portes de la ville à condition que ses armes figurent sur les nouveaux ouvrages. La ville de Nevers décide de remplacer la porte médiévale des Ardilliers et construit à ses frais de 1742 à 1746 un édifice plus au goût du jour : la Porte de Paris.
La Porte de Paris célèbre la victoire de Louis XV à Fontenoy en 1745.
Elle fut restaurée plusieurs fois au cours du XIXe siècle et obtient un classement monument historique en 1930.
Les années 1950 ont vu naître la déviation de la RN7, puis l'A77, évitant la grande circulation à l'entrée de la ville.

## Architecture
Sa forme en arc de triomphe, la seule dans le département de la Nièvre, est de facture classique et s'inspire, comme ses contemporains, du style antique. La fonction de cette porte se tourne vers la valorisation de la ville et n'est plus liée à la défense ou à la fiscalité. Son décor sculpté, hélas détruit pendant la Révolution, comportait les attributs de la justice et les trophées militaires sur les deux piliers surmontés de l'écusson du duc et de celui de la ville. Le couronnement représentait un écu royal soutenu par deux génies et encadré de drapeaux et canons.

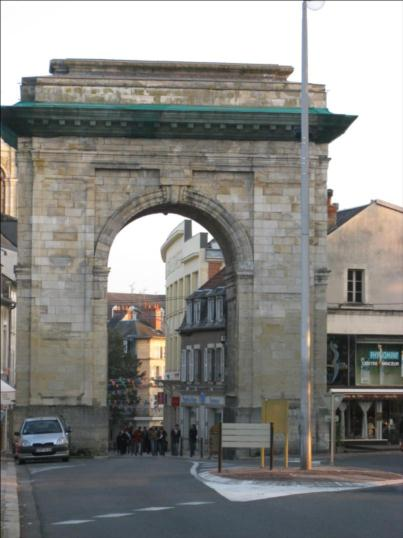
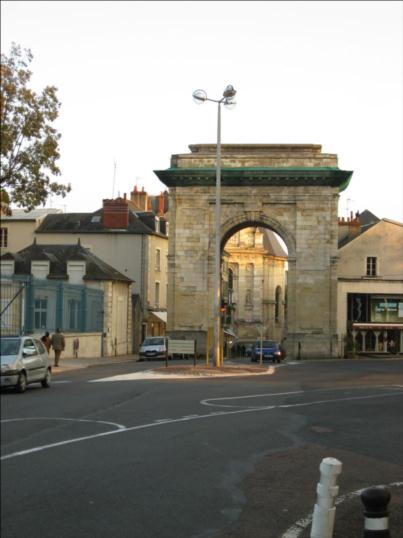
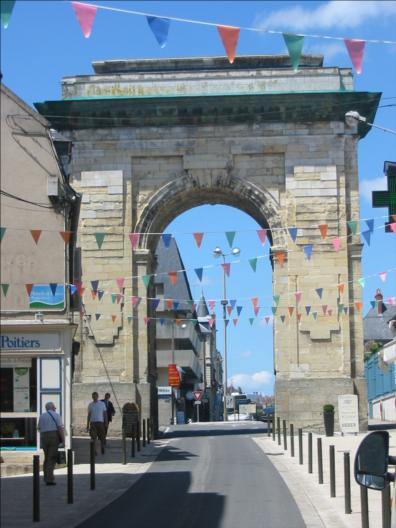
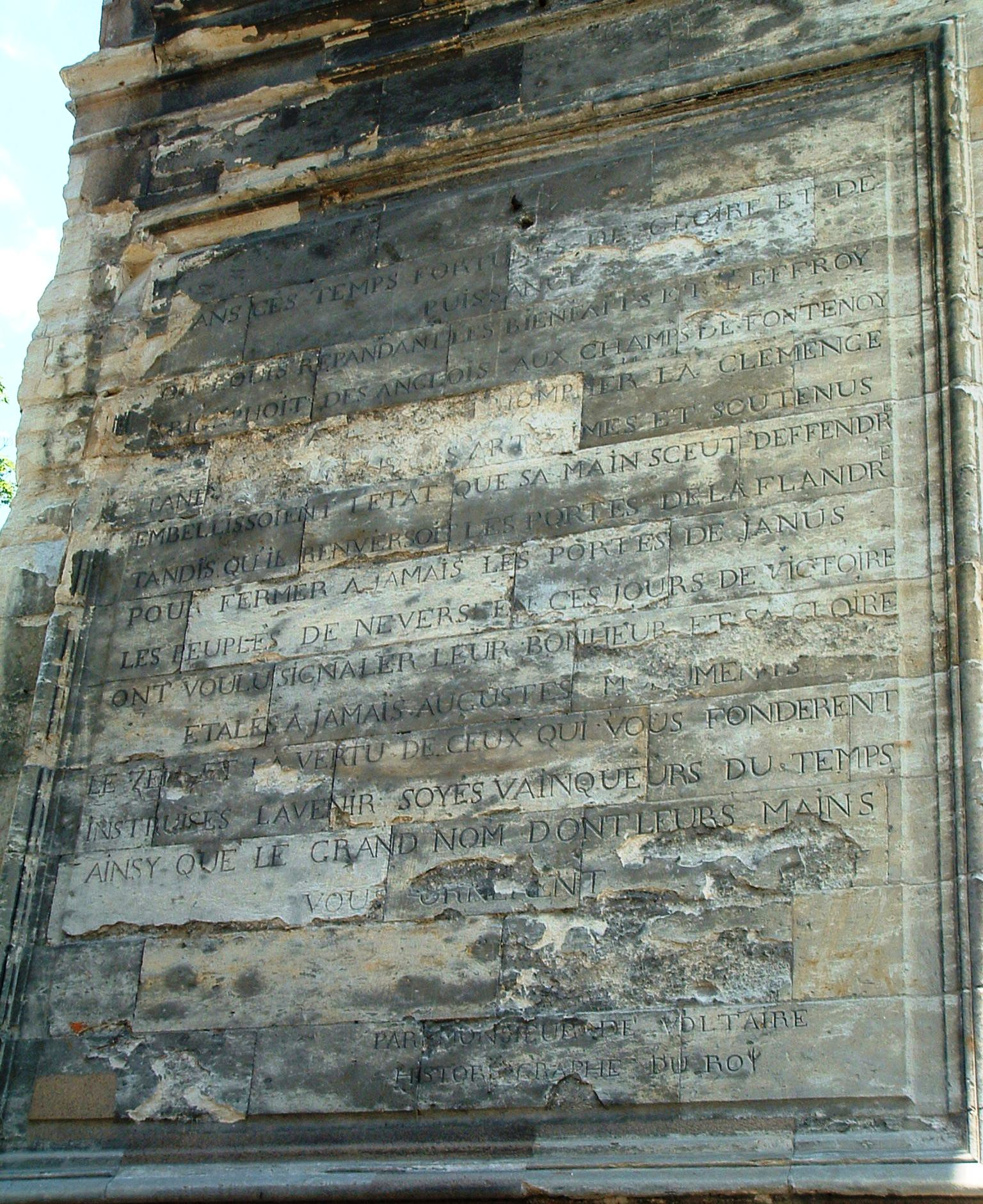
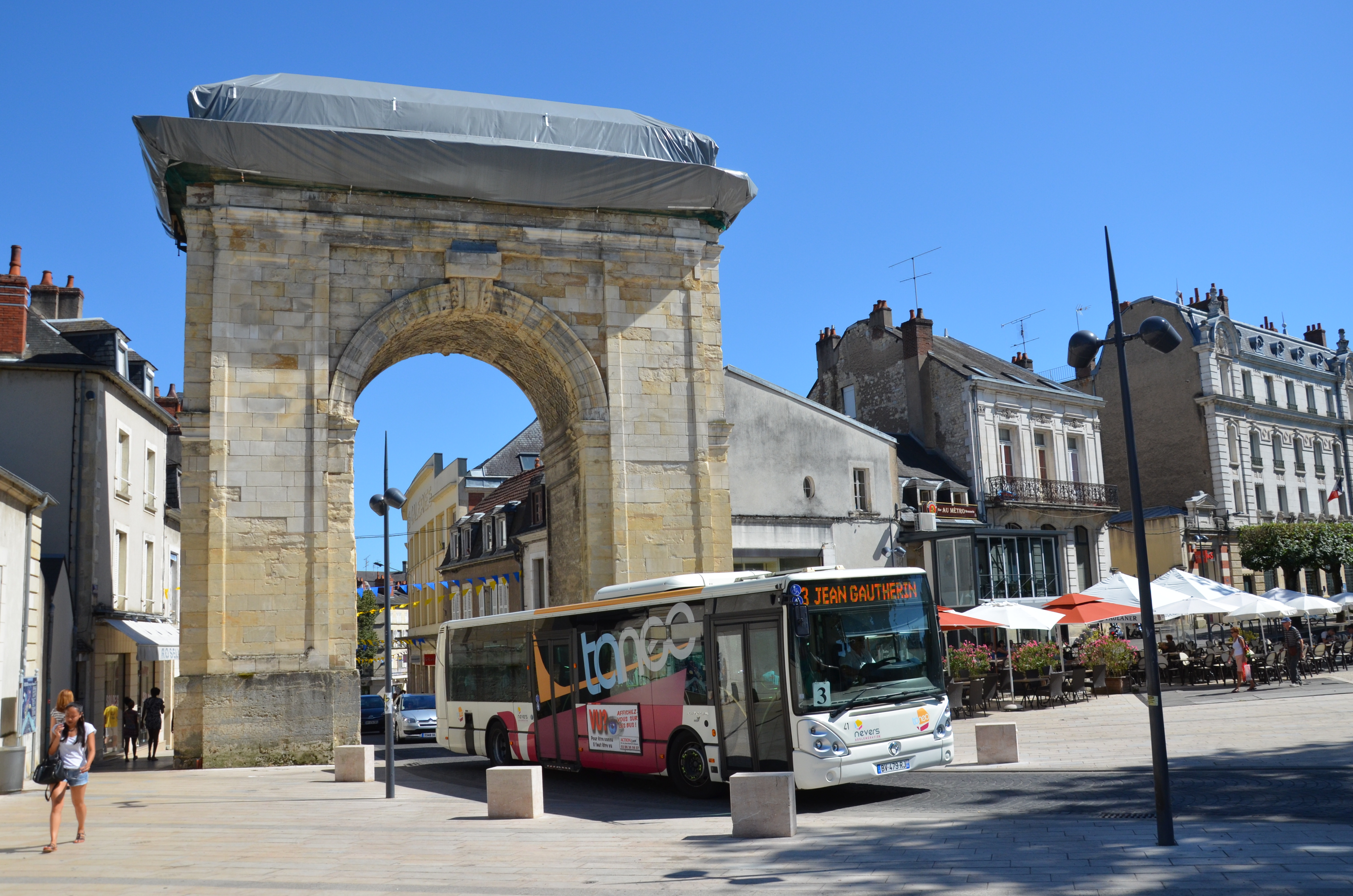
Un autobus du réseau Taneo passant la Porte de Paris.

Un poème de Voltaire est gravé sur la paroi Est de la Porte de Paris :
"Dans ces temps fortunés de gloire et de puissance,
Où Louis, répandant les bienfaits et l'effroy,
Triomphait des Anglois aux champs de Fontenoy
Et faisait avec lui triompher la clémence,
Tandis que tous les arts, aimés et soutenus,
Embellissoient l'Etat que sa main sceut deffendre,
Tandis qu'il renversoit les portes de la Flandre
Pour fermer à jamais les portes de Janus,
Les peuples de Nevers en ces jours de victoire
Ont voulu signaler leur bonheur et sa gloire.
Etales à jamais augustes monuments
Le zèle et la vertu de ceux qui vous fondèrent,
Instruises l'avenir, soyes vainqueurs du temps
Ainsi que le grand nom dont leurs mains vous ornèrent."
Juste sous l'arc se trouvent les fleurs de la voûte à caissons qui habillent l'intérieur de la porte.